# Jacob Deutschmann

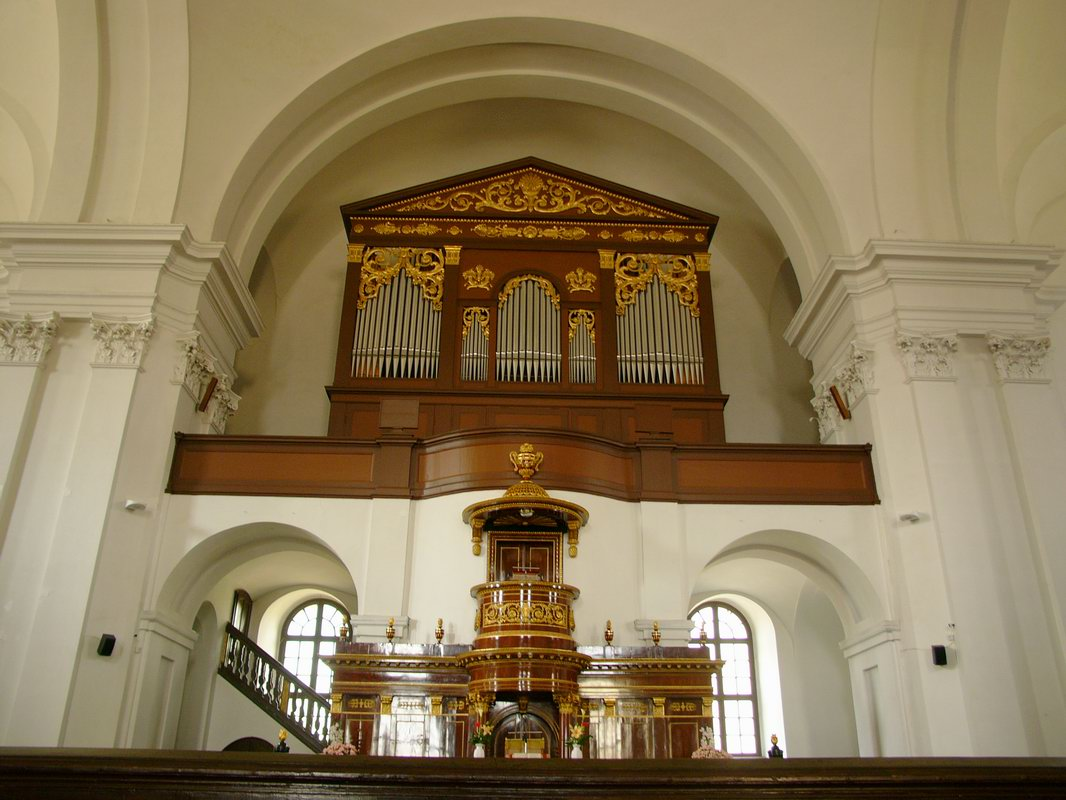
Große reformierte Kirche in Debrecen/Ungarn

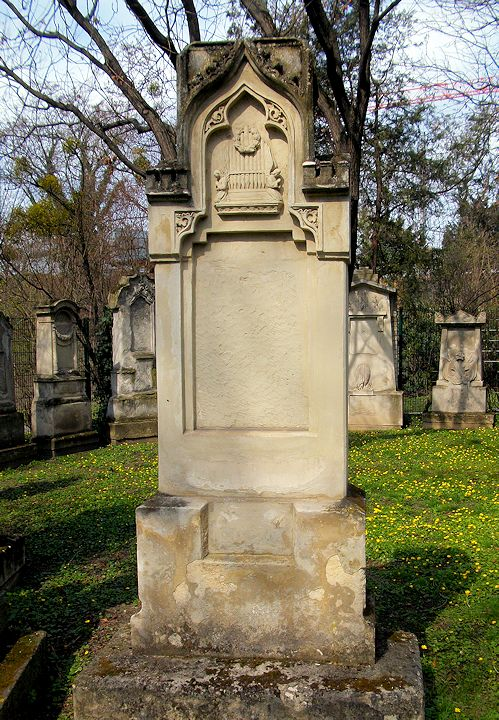
Jacob Deutschmanns Grab im Gräberhain des Waldmüllerparks

Jacob Deutschmann, auch Jakob Deutschmann sowie Johann Jacob Deutschmann (* 25. Juni 1795 in Wünschendorf; † 11. März 1853 in Wien) war ein österreichischer Erfinder, Orgel- und Instrumentenbauer, Klavierbauer sowie Hoforgelbauer. Er verbesserte und erweiterte maßgeblich die Bespielbarkeit der Physharmonika.

## Leben
Als Neffe des Orgelbauers Friedrich Deutschmann (1768–1826), der u. a. 1807 die Orgel der Lutherischen Stadtkirche in Wien ausführte, wuchs er in Wien auf und ging bei seinem Onkel in die Lehre. Auf Anregung von Carl Georg Lickl und Gustav Freiherr von Prandau (1807–1885) wurde von ihm die Physharmonika bezüglich Spielbarkeit weiterentwickelt.
Eine zeitweise Zusammenarbeit mit dem Klavierbauer Matthäus Andreas Stein zwischen 1830 und 1835 belegt ein Pianoforte im Technischen Museum Wien, das ein zusätzliches Stimmzungenregister (Physharmonika) hat. Von Bernhard Eschenbach gibt es ein vergleichbares Instrument im Musikinstrumenten-Museum Berlin (Kat.-Nr. 5321 „Querhammerflügel mit Aeoline, Johann Caspar Schlimbach, Königshofen, um 1815“). Nach Jacob Deutschmanns Tod übernahm Peter Titz, ein ehemaliger Gehilfe, dessen Werkstatt und baute unter seinem eigenen Namen Orgeln und Harmoniums. Mit Orgelbauer Franz Ullmann, Wien war Jacob Deutschmann durch seine zweite Heirat verschwägert.
Die Enkelin Anna Karolina Deutschmann (1875–1938) war mit dem Unternehmer und Politiker Franz Heinrich Stohr (1869–1930) verheiratet.

## Arbeiten
| Jahr    | Ort                      | Gebäude                                     | Bild | Manuale | Register | Bemerkungen                                   |
| ------- | ------------------------ | ------------------------------------------- | ---- | ------- | -------- | --------------------------------------------- |
| 1819/29 | Winden am See            | Pfarrkirche Winden am See                   |      | I/P     | 10       | im Jahre 2000 von Romano H. Zölss restauriert |
| 1828    | Enzersdorf an der Fischa | Pfarrkirche Enzersdorf an der Fischa        |      | I/P     | 9        |                                               |
| 1830    | Budapest                 | Reformierte Kirche am Calvinplatz           |      | II/P    | 23       |                                               |
| 1834    | Günselsdorf              | Pfarrkirche Günselsdorf                     |      | I/P     | 10       |                                               |
| 1834    | Wilfleinsdorf            | Pfarrkirche Wilfleinsdorf                   |      | I/P     | 8        |                                               |
| 1838    | Debrecen                 | Große reformierte Kirche in Debrecen/Ungarn |      | II/P    | 27       |                                               |
| 1839    | Pressburg                | große evang. Kirche Pressburg               |      | II/P    | 27       | nicht erhalten                                |

weitere Arbeiten:
- 1820: in der Augustiner Kirche in Wien der Umbau der Hencke-Orgel. Im Jahre 1974 erfolgte schließlich die Wiederherstellung und geringfügige Erweiterung des wertvollen historischen Prospekts.[10]
- 1822: das Gehäuse von ihm für die Zeit der Jahrhundertwende bedeutend gestaltet wurde 1911 von Matthäus Mauracher II.) II/32 pneum verwendet.[11]
- 1825: Orgel in der Pfarrkirche St. Laurenz am Schottenfeld, erbaut 1788 von Franz Xaver Chrismann, Gehäuse und Werk 1825 von Jacob Deutschmann verändert; Werk 1966 Philipp Eppel II/20 m[12]
- 1830er Jahre: Physharmonika[13]
- 1840: Physharmonika im Musikinstrumenten-Museum der Karl-Marx-Universität Leipzig[14]
- um 1840: Physharmonika von Jakob Deutschmann,[15] Wien, in der Sammlung Neumeyer – Junghanns – Tracey[16]
- 1841: in Verbindung mit der Loyporgel von Josef Loyp in der Ulrichskirche in Wien[17]
- 1845: St. Michael in Wien Veränderung der Orgel von Johann David Sieber in der Disposition[18]

## Galerie

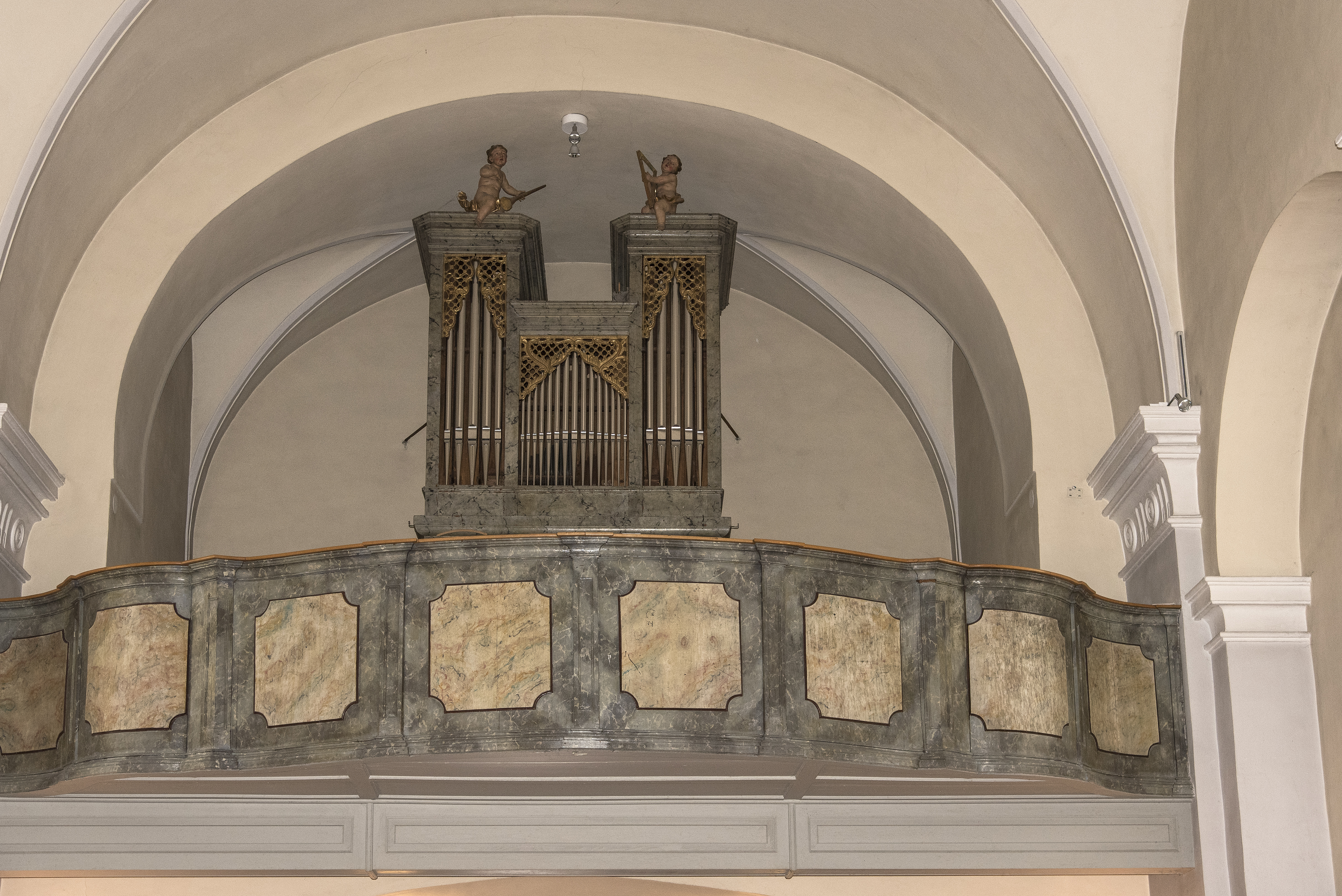
Pfarrkirche Winden am See, Burgenland
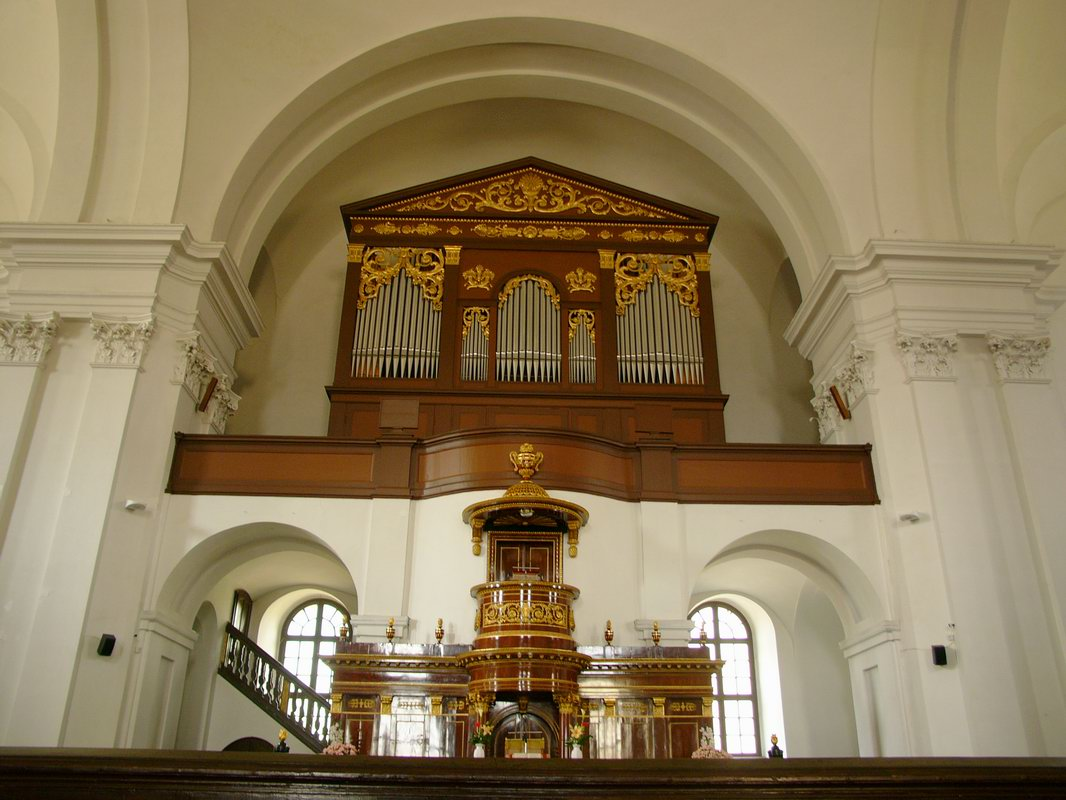
Große reformierte Kirche in Debrecen/Ungarn
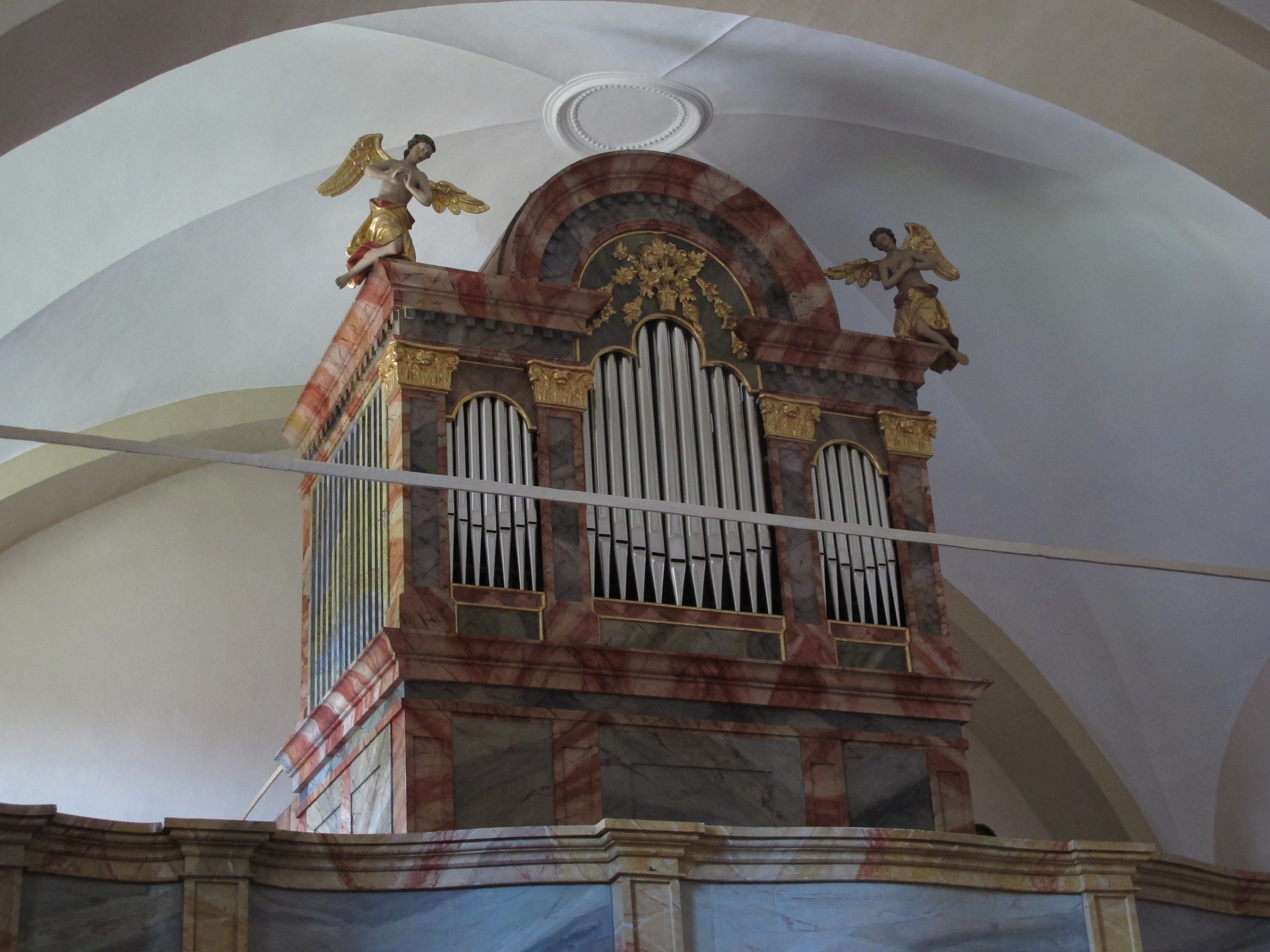
Filialkirche Übersbach

## Bekannte Ausgebildete für den Orgelbau
- 1831–1833: Martin Braun aus Spaichingen
- 1844–1846: Josef Wiedemann aus Zusamzell